# Академіку ду Аеропорту
Академіку ду Аеропорту ду Саль або просто Академіку ду Аеропорту (порт. Académico do Aeroporto do Sal) — професіональний кабо-вердський футбольний клуб з міста Саль-Реї, на острові Боа-Вішта.

## Форма
Форма клубу складається з поділеної навпіл футболки жовто-бурштинового відтінку зліва та чорного в правій частині, чорних шортів та бурштинових жовтих шкарпеток, які використовуються під час домашніх ігор. Форма повністю білого кольору використовується для виїзних поєдинків.
Їх колишня форма була жовтого кольору, окрім чорних шортів, для домашніх матчів та повністю чорного кольору для виїзних (аж до сезону 2013 року).

## Історія
Клуб було засновано 1 грудня 1966 року.
У період з 1992 по 1993 роки з Жувентуде та Палмейра, а потім знову в 2003 та 2004, а також в 2004 і 2005 роках, команда мала таку назву як і «Ассосіасау Академіка ду Саль». Починаючи з 2003 року клуб здобув більшість (з 12) чемпіонств острову, а також клуб виграв 4 Кубка острову. Їх перший титул переможця відкритого чемпіонату острова було здобуто в 2005 році, другий, відразу ж наступного року, в 2006 році, в 2011 році, клуб виграв три титули поспіль, останнім часом клуб виграв кожний відкритий турнір аж до 2015 року (за винятком одного сезону), їх останній титул був здобутий у сезоні 2015 року.
У національному чемпіонаті сезону 2002 року разом з Академіка Фогу та СК «Атлетіку», клуб набрав 16 очок та посів третє місце, така кількість очок була другим результатом за всю історію змагань, жоден інший клуб і зараз не може набрати більше як 16 очок за сезон.
У період з 2011 по 2015 роки, «Академіку» брала участь один раз в два роки в національних чемпіонатах після перемоги в чемпіонатах острову, в останньому чемпіонаті, вони забили 12 м'ячів та набрали 9 очок і посіли третє місце, а отже, не змогли взяти участь в плей-офф. Матч, який мав відбутися 10 травня було перенесено на 3 червня, і Академіка перемогла «Спортінг (Брава)» з рахунком 2:1. Клуб отримав «Fair Play Award» у 2015 році. «Академіку ду Аеропорту» запросила як нового тренера Лусіу Антунеша, який до цього тренував ангольський футбольний клуб Прогрешшу ду Самбізанга.

## Участь у плей-офф
Команда «Академіку ду Аеропорту» здобувала перше місце в чемпіонаті острова Саль в 2003 та 2006 роках, «Академіку ду Аеропорту» перемогла в сезоні 2003 року перегравши Ультрамаріну, команду з Таррафал з рахунком 3:1 в першому матчі, а в другому перемогла з рахунком 3:2 та здобула чемпіонство в сезоні 2002-03 років, і це єдиний клуб з острова Саль, щоб виграла національний чемпіонат, Пу забив перші два голи в першому матчі, а в останньому Діша забив решту м'ячів, клуб відмовився виступати 2004 року в Лізі чемпіонів КАФ наступного року. В сезоні 2005-06 років команда пробилася до півфіналу плей-офф, щоб набрати шість очок, одне з найвищих досягнень клубу на шляху до фіналу, вони зустрілися зі Спортінгом з Праї, однією з найкращих команд в Кабо-Верде і виграв з рахунком 1:0 завдяки голу Герсона в першому матчі, але «Академіку ду Аеропорту» програв у другому матчі, та припинив боротьбу за чемпіонство в сезоні 2005-06 років, далі пройшов Спортінг (Прая) завдяки більшій кількості набраних очок. Їх остання участь в плей-офф була 2011 року, де вони забили по одному м'ячу в кожному з двох матчів з Мінделенше з острова Сан-Вісенте, клуб програв перший матч, вони пізніше виграли матч-відповідь, але їх виступи в плей-офф завершилися на стадії півфіналу.

## Досягнення
- Чемпіонат Кабо-Верде:
  - переможець — 2003;
  - фіналіст — 2006.
- Чемпіонат острова Саль:
  - переможець — 1986, 1988, 1995, 2002, 2003, 2004, 2006, 2007, 2008, 2010, 2013 та 2015.
- Taça Dja d'Sal (Кубок острову Саль з футболу):
  - переможець — 2002, 2006, 2007, 2009.
- Суперкубок острова Саль:
  - переможець — 2009, 2011, 2013 та 2015.
- Відкритий Чемпіонат острова Саль:
  - переможець — 2005, 2006, 2009, 2010, 2011 та 2013.

## Статистика виступів у лігах та кубках

### Національний чемпіонат
| Сезон | Див. | Міс. | Іг. | В | Н | П | ЗМ | ПМ | РМ  | О  | Кубок            | Примітки            | Плей-офф        |
| ----- | ---- | ---- | --- | - | - | - | -- | -- | --- | -- | ---------------- | ------------------- | --------------- |
| 2002  | 1    | 4    | 8   | 5 | 1 | 2 | 17 | 11 | +6  | 16 |                  |                     |                 |
| 2003  | 1B   | 1    | 5   | 4 | 0 | 1 | 7  | 1  | +6  | 12 | Вихід у плей-офф | Чемпіон             |                 |
| 2004  | 1A   | 1    | 5   | 3 | 2 | 0 | 14 | 3  | +11 | 11 | Вихід у плей-офф | Поразка у півфіналі |                 |
| 2006  | 1B   | 1    | 5   | 4 | 0 | 1 | 12 | 3  | +9  | 12 | Вихід у плей-офф | 2-ге місце          |                 |
| 2007  | 1B   | 1    | 5   | 3 | 2 | 0 | 10 | 3  | +7  | 11 | Фіналіст         | Вихід у плей-офф    | Півфіналіст     |
| 2008  | 1A   | 3    | 5   | 3 | 1 | 1 | 7  | 5  | +2  | 10 |                  | Не пробилися        | Не брали участі |
| 2009  |      |      |     |   |   |   |    |    |     |    | 2-ге місце       |                     |                 |
| 2010  | 1B   | 1    | 5   | 4 | 1 | 0 | 12 | 4  | +8  | 13 |                  | Вихід в плей-офф    | Півфіналіст     |
| 2011  | 1B   | 2    | 4   | 2 | 2 | 0 | 8  | 5  | +3  | 8  |                  | Півфіналіст         |                 |
| 2013  | 1A   | 3    | 5   | 2 | 3 | 0 | 3  | 1  | +2  | 9  | Не пробилися     | Не брали участі     |                 |
| 2015  | 1B   | 3    | 5   | 3 | 0 | 3 | 12 | 9  | +3  | 9  | Не пробилися     | Не брали участі     |                 |

### Острівний чемпіонат
| Сезон   | Див. | Поз. | Іг. | В | Н | П | ЗМ | ПМ | РМ  | О  | Кубок      | В. Ч.      | Примітки                           |
| ------- | ---- | ---- | --- | - | - | - | -- | -- | --- | -- | ---------- | ---------- | ---------------------------------- |
| 2005-06 | 2    | 1    | 10  | - | - | - | -  | -  | -   | -  | Переможець | Переможець | Вихід до національного Чемпіоншипу |
| 2006-07 | 2    | 1    | 10  | - | - | - | -  | -  | -   | -  | Переможець |            | Вихід до національного Чемпіоншипу |
| 2007-08 | 2    | 1    | 10  | - | - | - | -  | -  | -   | -  |            |            | Вихід до національного Чемпіоншипу |
| 2008-09 | 2    | 1    | 10  | - | - | - | -  | -  | -   | -  | Переможець |            | Вихід до національного Чемпіоншипу |
| 2009-10 | 2    | 1    | 10  | - | - | - | -  | -  | -   | -  |            | Переможець | Вихід до національного Чемпіоншипу |
| 2010-11 | 2    | 1    | 10  | - | - | - | -  | -  | -   | -  |            | Переможець | Вихід до національного Чемпіоншипу |
| 2012-13 | 2    | 1    | 10  | - | - | - | -  | -  | -   | -  |            | Переможець | Вихід до національного Чемпіоншипу |
| 2013-14 | 2    | 2    | 10  | 6 | 1 | 3 | 18 | 8  | +10 | 19 |            |            |                                    |
| 2014-15 | 2    | 1    | 10  | 5 | 5 | 0 | 21 | 3  | +18 | 20 |            | Переможець | Вихід до національного Чемпіоншипу |

## Деякі статистичні показники
- Найкраще досягнення: 1-ше місце (національний чемпіонат).
- Найбільша кількість забитих м'ячів у сезоні: 17 (регулярна частина, рекорд 2002 року), 22 (загальна кількість, рекорд 2006 року).
- Найбільша кількість набраних очок за сезон: 16 (національний чемпіонат).

## Відомі гравці
- Девун (виступав за збірну Кабо-Верде в 2009 році)
- Хернані Мартінш (виступав за збірну Кабо-Верде в 2009 році)
- Полідіу Бріту (виступав за збірну Кабо-Верде в 2009 році)

## Власники клубу
- Карлуш Моніж (в 2014 та 2015 роках)
- Карлуш Кабету (починаючи з 2015 року)